# 2012年行政長官候選人答問大會

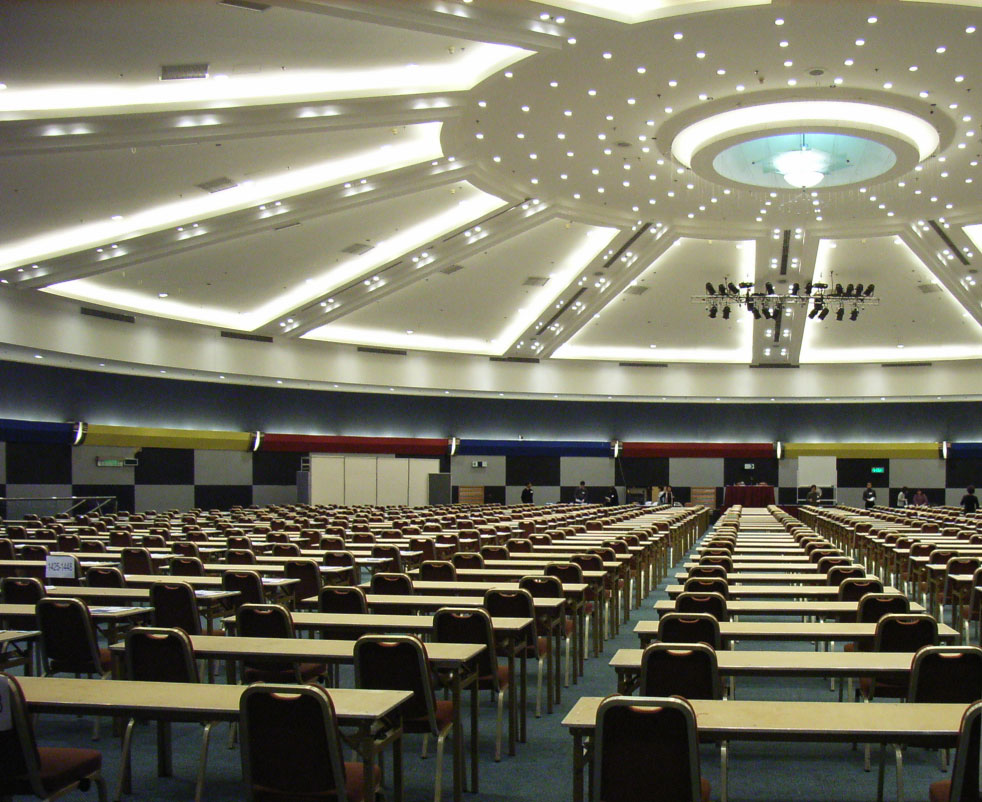
九龍灣國際展貿中心

2012行政長官候選人答問大會，是一個現場直播的電視節目，又稱為 2012年選委論壇，由陳智思等2012年香港行政長官選舉選委安排的選前論壇，於2012年3月19日晚上7時30分至9時45分在九龍灣國際展貿中心進行，論壇主持為資深傳媒工作者吳明林。論壇在事前收集香港市民所提出的文字提問，現場抽出20條，讓三位候選人回答。

## 共4個環節

### 介紹政綱
9分鐘：每個候選人各有3分鐘 
- 唐介紹自己會支持一國兩制、反對硬推23條，要有自由、無恐懼，與對方的理念不同。

### 選委提問
51分鐘：每個候選人各有17分鐘，每條提問限時30秒，回應時間不限。
- 何相信無論香港是否擁有新聞自由，觀眾亦會自行判斷新聞所播報的內容是否真確。
- 何忠告由誰掌管教育至關重要。
- 梁同意以往香港教育改革走得太快。並表示羅范椒芬已經退休，不打算再接任。
- 唐認為團結的家庭相當重要，他也很重視家庭核心價值。
- 唐覺得香港金融市場不可單以自由發展。
- 何不主張放任香港私營醫療發展。也不同意忽然民生。
- 唐主張將《中國歷史》列為必修科。
- 何主張建立「平台」 ，以互動方式發展香港教育。
- 何主張改善香港人口政策，首要是修改基本法。
- 唐認為促進中港政治大和解，首要落實雙普選。
- 何不主張使用公款贊助私營醫保。

### 公眾提問
27分鐘：每個候選人各有9分鐘，每條提問限時30秒，回應時間不限
- 何俊仁回答每星期3次落區接見市民，數十年如一，所以比其他兩位多。
- 何先生更稱，令次參選不是為做政治秀。
- 何稱特首的誠信非常重要。

### 總結
6分鐘：每個候選人各有2分鐘。

## 現場
在梁振英開始發言時，梁國雄、陳偉業和黃毓民於會場內大叫口號，被主持人命令即時離場。

## 電視直播
由香港電台負責現場電視製作，多間電子傳媒包括無綫電視、亞洲電視、有線電視、now寬頻電視等聯合現場轉播，在2012年3月19日晚上7時30至分至9時45分舉行。
- 亞洲電視本港台
- 無綫電視翡翠台與高清翡翠台
- 香港有線電視直播新聞台
- now寬頻電視直播台

## 相關
- 2012年行政長官選舉辯論
- 福利主義
- 2017年行政長官候選人答問大會

## 外部參考
- 《2012年行政長官候選人答問大會》(直播及重播)